# Edward Dębicki
Edward Dębicki (sinh ngày 4 tháng 3 năm 1935) là một nhà thơ, nhạc sĩ và nghệ sĩ đàn accordion người Ba Lan gốc Romani.

## Tiểu sử
Cha ông là nhạc sĩ người Romani Władysław Krzyżanowski, còn mẹ ông là bà Franciszka Raczkowska. Thời niên thiếu, ông có dịp đi theo các chuyến lưu diễn của cha mẹ ông ở các vùng biên giới giữa Ba Lan và Ukraina.
Sau khi Thế chiến thứ hai kết thúc, gia đình ông đổi sang họ mới - Dębicki. Năm 1953, ông theo học tại các trường âm nhạc ở Gorzów Wielkopolski và Zielona Góra. Ông sáng tác hơn 200 bài hát, là tác giả của các kịch bản phim và nhạc phim. Ngoài sự nghiệp âm nhạc, ông cũng sáng tác thơ và viết sách, chẳng hạn như tập thơ Pod nagołem Niebem (xuất bản năm 1993) và cuốn sách Bird of the Dead (xuất bản năm 2004).
Edward Dębicki được trao tặng Huy chương Văn hóa - Gloria Artis vào các năm 2005 và 2012. Năm 2016, ông được Viện tưởng niệm quốc gia Ba Lan trao tặng giải thưởng danh dự "Nhân chứng lịch sử".